# Dryobotodes grisea
Dryobotodes grisea là một loài bướm đêm trong họ Noctuidae.